# Лєзно (Чудовський район)
Лєзно (рос. Лезно) — присілок в Чудовському районі Новгородської області Російської Федерації.
Населення становить 11 осіб. Входить до складу муніципального утворення Успенське сільське поселення.

## Історія
Від 2004 року входить до складу муніципального утворення Успенське сільське поселення.

## Населення
| 2010 |
| ---- |
| 11   |